# Oxymirus
Oxymirus — род жуков из подсемейства усачики семейства жуков-усачей.

## Описание
Усачи длиной от 14 до 20 мм, имеют чёрную окраску. Надкрылья коричневые с двумя чёрными поперечными волнистыми линиями, чёрным пятном между ними, чёрными основаниями и плечами или чёрные с жёлтым пятном посередине, ограниченным спереди и сзади волнистой чёрной линией, иногда целиком чёрные. Переднегрудь с большими шипами.
Усики длинные, у самца заходят за вершины надкрылий. Край усиковой ямки касается глаза.

## Систематика
В составе рода:
- Oxymirus cursor (Linnaeus, 1758) — Усач-скороход
- Oxymirus mirabilis (Motschulsky, 1838)